# Steven Anthony Lawrence
Steven Anthony Lawrence (Fresno, 19 luglio 1990) è un attore statunitense.

## Filmografia parziale

### Cinema
- Operation Splitsville, regia di Lynn Hamrick (1998)
- Dreamers, regia di Ann Lu (1999)
- Martin il marziano (My Favorite Martian), regia di Donald Petrie (1999)
- La dea del successo (The Muse), regia di Albert Brooks (1999)
- Shriek - Hai impegni per venerdì 17? (Shriek If You Know What I Did Last Friday the 13th), regia di John Blanchard (2000)
- Bubble Boy, regia di Blair Hayes (2001)
- 13 Moons, regia di Alexandre Rockwell (2002)
- Il gatto... e il cappello matto (The Cat in the Hat), regia di Bo Welch (2003)
- Una scatenata dozzina (Cheaper by the Dozen), regia di Shawn Levy (2003)
- Derby in famiglia (Kicking & Screaming), regia di Jesse Dylan (2005)
- Un allenatore in palla (Rebound), regia di Steve Carr (2005)
- Bratz, regia di Sean McNamara (2007)
- My Suicide (Archie's Final Project), regia di David Lee Miller (2009)
- Her Side of the Bed, regia di Bryn Woznicki (2017)
- I Wrote This for You, regia di Jason Zavaleta (2018)

### Televisione
- Sposati con figli (Married... with Children) - un episodio (1996)
- Michael Hayes - un episodio (1998)
- Sabrina, vita da strega (Sabrina the Teenage Witch) - un episodio (1999)
- E.R. - Medici in prima linea (ER) - un episodio (2001)
- The Amanda Show - 3 episodi (1999-2002)
- Even Stevens - 22 episodi (2001-2003)
- Raven (That's So Raven) - un episodio (2003)
- Una famiglia allo sbaraglio (The Even Stevens Movie) - film TV (2003)